# エクアドル人の一覧
エクアドル人の一覧（エクアドルじんのいちらん）は、エクアドル在住者・出身者の一覧。エクアドル出身でないが関係のある人物も記載している。

## あ行
- アレックス・アギナガ - 蹴球選手
- イバン・ウルタード - 蹴球選手

## か行
- フェリペ・カイセド - 蹴球選手
- セグンド・カスティージョ - 蹴球選手
- イバン・カビエデス - 蹴球選手
- マリア・カポビージャ - 長寿世界一の女性
- アレックス・キニョネス - 陸上競技選手
- カルロス・グルエソ - 蹴球選手
- フェルナンド・ゲレーロ - 蹴球選手
- ホフレ・ゲロン - 蹴球選手
- アンドレス・ゴメス - 庭球選手
- ラファエル・コレア - 経済学者、大統領（2007年 - ）

## さ行
- アントニオ・ホセ・デ・スクレ - 政治家
- アルベルト・スペンセル - 蹴球選手
- ホセ・セバージョス - 元蹴球選手、閣僚
- ホセ・セバージョス・ジュニア - 蹴球選手

## た行
- カルロス・テノリオ - 蹴球選手
- ウリセス・デ・ラ・クルス - 蹴球選手
- アグスティン・デルガド - 蹴球選手

## な行
- クリスティアン・ノボア - 蹴球選手

## は行
- アルフレド・パラシオ - 政治家、元大統領、心臓医学者
- アントニオ・バレンシア - 蹴球選手
- エネル・バレンシア - 蹴球選手
- クリスティアン・ベニテス - 蹴球選手
- ホセ・マリア・ベラスコ・イバラ - 政治家、元大統領
- ドローレス・ベレス・ブラボー - スーパーセンテナリアン
- ジェファーソン・ペレス - 競歩選手、オリンピック代表選手

## ま行
- エディソン・メンデス - 蹴球選手
- ガブリエル・ガルシア・モレノ - 政治家、元大統領
- バイロン・モレノ - サッカー審判員
- ジェフェルソン・モンテーロ - 蹴球選手

## ら行
- ニコラス・ラペンティ - 庭球選手、オリンピック代表選手
- ペドロ・アンヘル・キニョーネス・ロドリゲス - 蹴球選手

## エクアドル系の人物
- クリスティーナ・アギレラ - エクアドル系アメリカ人の歌手
- カーラ・エスパルザ - エクアドル系アメリカ人の総合格闘家
- マリー・シャンタル - ギリシャ王国王太子の妻

## エクアドルに関係する人物
- ダニエル・カマルゴ・バルボサ - エクアドルで大量殺人を行ったコロンビア人
- フランシスコ・ピサロ - インカ帝国を征服したスペイン人コンキスタドール
- シモン・ボリバル - エクアドルなど南米5カ国の独立運動を起こした革命家、軍人、政治家。エクアドルでは7月24日が生誕記念日として祝祭日になっている
- アグスティン・マリア・ムニョス - スペイン公爵。エクアドル国王就任が検討された